# Goldene Himbeere/Schlechteste Filmpaarung
Die Goldene Himbeere für die schlechteste Filmpaarung oder das schlechteste Ensemble (the worst movie pairing or cast) wird seit 1995 jährlich verliehen. Unter einer „Filmpaarung“ wird in diesem speziellen Zusammenhang meist die Verbindung zwischen a. einem Filmdarsteller oder (besonders in Animationsfilmen) einer Filmfigur und b. einem anderen Darsteller, einer anderen Figur, einem Objekt oder einem Sachverhalt verstanden, wobei aber auch Konfigurationen aus Objekten und/oder Sachverhalten möglich sind.
Die Verleihung des Preises bezieht sich dabei immer auf die Filme des vergangenen Jahres. So wurde beispielsweise der Preis des Jahres 2006 am 24. Februar 2007 verliehen. Seit 2010 wird gelegentlich auch das gesamte Ensemble ausgezeichnet.

## Schlechteste Filmpaarung oder Besetzung 1995 bis 1999

### 1995
- Tom Cruise und Brad Pitt für Interview mit einem Vampir (OT: Interview With The Vampire)
- Sylvester Stallone und Sharon Stone für The Specialist (OT: The Specialist)

Außerdem nominiert:
- Jegliche Kombination zweier Personen aus der Besetzungsliste des Films Color of Night (OT: Color Of Night)
- Dan Aykroyd und Rosie O’Donnell für Undercover Cops, Alternativtitel Insel der geheimen Wünsche (OT: Exit To Eden)
- Kevin Costner und jede seiner drei Leinwand-Gemahlinnen in Wyatt Earp – Das Leben einer Legende (OT: Wyatt Earp)

### 1996
- Jede beliebige Kombination zweier Leute (oder zweier Körperteile!) für Showgirls (OT: Showgirls)

Außerdem nominiert:
- Timothy Daly und Sean Young für Dr. Jekyll und Ms. Hyde (OT: Dr. Jekyll And Ms. Hyde)
- William Baldwin und Cindy Crawford für Fair Game (OT: Fair Game)
- Dave Foley und Julia Sweeney für Was ist Pat? (OT: It's Pat!)
- Demi Moore und entweder Robert Duvall oder Gary Oldman für Der scharlachrote Buchstabe (OT: The Scarlet Letter)

### 1997
- Demi Moore und Burt Reynolds für Striptease (OT: Striptease)

Außerdem nominiert:
- Beavis and Butt-Head für Beavis und Butt-Head machen’s in Amerika (OT: Beavis And Butt-Head Do America)
- Marlon Brando und „dieser verdammte Zwerg“ in DNA – Die Insel des Dr. Moreau, Alternativtitel: DNA – Experiment des Wahnsinns (OT: The Island Of Dr. Moreau)
- Matt LeBlanc und Ed, der mechanische Affe für Ed – Die affenstarke Sportskanone (OT: Ed)
- Pamela Anderson Lees „herausragende Implantate“ in Barb Wire – Flucht in die Freiheit (OT: Barb Wire)

### 1998
- Dennis Rodman und Jean-Claude Van Damme für Double Team (OT: Double Team)

Außerdem nominiert:
- Sandra Bullock und Jason Patric für Speed 2: Cruise Control (OT: Speed 2: Cruise Control)
- George Clooney und Chris O’Donnell für Batman & Robin (OT: Batman & Robin)
- Steven Seagal und seine Gitarre in Fire Down Below (OT: Fire Down Below)
- Jon Voight und die animatronische Anakonda in Anaconda (OT: Anaconda)

### 1999
- Leonardo DiCaprio in seiner Doppelrolle als Zwillingsbrüder in Der Mann in der eisernen Maske (OT: The Man In The Iron Mask)

Außerdem nominiert:
- Ben Affleck und Liv Tyler für Armageddon – Das jüngste Gericht (OT: Armageddon)
- Jegliche Kombination zweier Personen, Körperteile oder Mode-Accessoires aus dem Film Spiceworld – Der Film (OT: Spice World)
- Jegliche Kombination zweier Personen, die sich selbst oder mit sich selbst spielen aus dem Film Fahr zur Hölle Hollywood, Alternativtitel Die Hölle von Hollywood (OT: An Alan Smithee Film: Burn Hollywood Burn)
- Ralph Fiennes und Uma Thurman für Mit Schirm, Charme und Melone (OT: The Avengers)

## Schlechteste Filmpaarung oder Besetzung seit 2000

### 2000
- Kevin Kline und Will Smith für Wild Wild West (OT: Wild Wild West)

Außerdem nominiert:
- Pierce Brosnan und Denise Richards für James Bond 007 – Die Welt ist nicht genug (OT: The World Is Not Enough)
- Sean Connery und Catherine Zeta-Jones für Verlockende Falle (OT: Entrapment)
- Jake Lloyd und Natalie Portman für Star Wars: Episode I – Die dunkle Bedrohung (OT: Star Wars: Episode I – The Phantom Menace)
- Lili Taylor und Catherine Zeta-Jones für Das Geisterschloss (OT: The Haunting)

### 2001
- John Travolta und jede weitere Person auf der Leinwand in Battlefield Earth – Kampf um die Erde (OT: Battlefield Earth)

Außerdem nominiert:
- beliebige zwei Schauspieler aus Blair Witch 2 (OT: Book Of Shadows – Blair Witch 2)
- Richard Gere und Winona Ryder für Es begann im September (OT: Autumn In New York)
- Madonna und entweder Rupert Everett oder Benjamin Bratt in Ein Freund zum Verlieben (OT: The Next Best Thing)
- Arnold Schwarzenegger als der echte Adam Gibson und Arnold Schwarzenegger als der Klon von Adam Gibson in The 6th Day (OT: The 6th Day)

### 2002
- Tom Green und jedes von ihm misshandelte Tier in Freddy Got Fingered (OT: Freddy Got Fingered)

Außerdem nominiert:
- Ben Affleck und entweder Kate Beckinsale oder Josh Hartnett in Pearl Harbor (OT: Pearl Harbor)
- Mariah Careys Dekolleté in Glitter – Glanz eines Stars (OT: Glitter)
- Burt Reynolds und Sylvester Stallone für Driven (OT: Driven)
- Kurt Russell und entweder Kevin Costner oder Courteney Cox in Crime Is King – 3000 Meilen bis Graceland (OT: 3000 Miles To Graceland)

### 2003
- Adriano Giannini und Madonna für Stürmische Liebe – Swept Away (OT: Swept Away)

Außerdem nominiert:
- Roberto Benigni und Nicoletta Braschi für Roberto Benignis Pinocchio (OT: Pinocchio)
- Hayden Christensen und Natalie Portman für Star Wars: Episode II – Angriff der Klonkrieger (OT: Star Wars: Episode II – Attack Of The Clones)
- Eddie Murphy und entweder Robert De Niro für Showtime (OT: Showtime) oder mit Owen Wilson für I Spy (OT: I Spy) oder mit sich selbst als sein eigener Klon in Pluto Nash – Im Kampf gegen die Mondmafia (OT: The Adventures of Pluto Nash)
- Britney Spears und Anson Mount in Not a Girl – Crossroads (OT: Crossroads)

### 2004
- Ben Affleck und Jennifer Lopez für Liebe mit Risiko – Gigli (OT: Gigli)

Außerdem nominiert:
- Eric Christian Olsen und Derek Richardson für Dumm und dümmerer (OT: Dumb and Dumberer: When Harry Met Lloyd)
- Justin Guarini und Kelly Clarkson für From Justin to Kelly (OT: From Justin to Kelly)
- Ashton Kutcher und entweder Brittany Murphy für Voll verheiratet (OT: Just Married) oder Tara Reid für Partyalarm – Finger weg von meiner Tochter (OT: My Boss's Daughter)
- Mike Myers und entweder Ding Eins oder Ding Zwei aus Ein Kater macht Theater (OT: The Cat In The Hat)

### 2005
- George W. Bush und entweder Condoleezza Rice oder seine zahme Ziege in Fahrenheit 9/11 (OT: Fahrenheit 9/11)

Außerdem nominiert:
- Ben Affleck und entweder Jennifer Lopez oder Liv Tyler in Jersey Girl (OT: Jersey Girl)
- Halle Berry und entweder Benjamin Bratt oder Sharon Stone in Catwoman (OT: Catwoman)
- Mary-Kate Olsen und Ashley Olsen, besser bekannt als die Olsen-Zwillinge, für Ein verrückter Tag in New York (OT: New York Minute)
- Die Wayans-Brüder (Keenen Ivory und Shawn Wayans), egal ob als Drag-Queens oder nicht in White Chicks (OT: White Chicks)

### 2006
- Will Ferrell und Nicole Kidman in Verliebt in eine Hexe (OT: Bewitched)

Außerdem nominiert:
- Jamie Kennedy und jeder, der damit gestraft ist, die Leinwand mit ihm teilen zu müssen, in Die Maske 2: Die nächste Generation (OT: Son of the Mask)
- Jenny McCarthy und jeder, der dumm genug ist, sich mit ihr anzufreunden oder zu verabreden, in Dirty Love (OT: Dirty Love)
- Rob Schneider und seine Windeln in Deuce Bigalow: European Gigolo (OT: Deuce Bigalow: European Gigolo)
- Jessica Simpson und ihre “Daisy Dukes” in Ein Duke kommt selten allein (OT: The Dukes of Hazzard)

### 2007
- Shawn Wayans und entweder Kerry Washington oder Marlon Wayans in Little Man (OT: Little Man)

Außerdem nominiert:
- Tim Allen und Martin Short in The Santa Clause 3 – Eine frostige Bescherung (OT: The Santa Clause 3: The Escape Clause)
- Nicolas Cage und sein Bären-Kostüm in The Wicker Man (OT: The Wicker Man)
- Hilary und Haylie Duff in Material Girls (OT: Material Girls)
- Sharon Stones schief hängende Brüste in Basic Instinct – Neues Spiel für Catherine Tramell (OT: Basic Instinct 2)

### 2008
- Lindsay Lohan und Lindsay Lohan in Ich weiß, wer mich getötet hat (OT: I Know Who Killed Me)

Außerdem nominiert:
- Jessica Alba und entweder Hayden Christensen (Awake, OT: Awake) oder Dane Cook (Der Glücksbringer, OT: Good Luck Chuck) oder Ioan Gruffudd (Fantastic Four: Rise of the Silver Surfer, OT: Fantastic Four: Rise of the Silver Surfer)
- Irgendeine Kombination von 2 Totally Air-Headed Characters in Bratz the Movie (OT: Bratz: The Movie)
- Eddie Murphy (als Norbit) und entweder Eddie Murphy (als Mr. Wong) oder Eddie Murphy (als Rasputia) in Norbit (OT: Norbit)
- Adam Sandler und entweder Kevin James oder Jessica Biel in Chuck und Larry – Wie Feuer und Flamme (OT: I Now Pronounce You Chuck & Larry)

### 2009
- Paris Hilton und entweder Christine Lakin oder Joel David Moore für The Hottie and the Nottie (OT: The Hottie and the Nottie)

Außerdem nominiert:
- Uwe Boll und jeder Schauspieler, jede Kamera oder jedes Drehbuch
- Cameron Diaz und Ashton Kutcher für Love Vegas (OT: What Happens in Vegas...)
- Larry the Cable Guy und Jenny McCarthy für Witless Protection (OT: Witless Protection)
- Eddie Murphy für seine Doppelrolle in Mensch, Dave! (OT: Meet Dave)

## Schlechteste Filmpaarung oder Besetzung 2010 bis 2019

### 2010
- Sandra Bullock und Bradley Cooper in Verrückt nach Steve

Außerdem nominiert:
- Jedes Mitglied der Jonas Brothers in Jonas Brothers – Das ultimative 3D Konzerterlebnis
- Will Ferrell und alle Co-Stars, Kreatur oder „Comic-riff“ in Die fast vergessene Welt
- Shia LaBeouf und entweder Megan Fox oder „Transformer“ in Transformers – Die Rache
- Kristen Stewart und entweder Taylor Lautner oder Robert Pattinson in New Moon – Biss zur Mittagsstunde

### 2011
- Die gesamte Besetzung von Sex and the City 2

Außerdem nominiert:
- Jennifer Aniston und Gerard Butler in Der Kautions-Cop
- Josh Brolins Gesicht und Megan Fox’ Akzent in Jonah Hex
- Die gesamte Besetzung aus Die Legende von Aang
- Die gesamte Besetzung aus Eclipse – Biss zum Abendrot

### 2012
- Adam Sandler und entweder Katie Holmes, Al Pacino oder Adam Sandler in Jack und Jill

Außerdem nominiert:
- Nicolas Cage und jeder, der mit ihm in einem seiner drei Filme 2011 zu sehen war in Drive Angry, Der letzte Tempelritter und Trespass
- Shia LaBeouf und das Unterwäschemodel (Rosie Huntington-Whiteley) in Transformers 3
- Adam Sandler und entweder Jennifer Aniston oder Brooklyn Decker in Meine erfundene Frau
- Kristen Stewart und entweder Taylor Lautner oder Robert Pattinson in Breaking Dawn – Biss zum Ende der Nacht, Teil 1

### 2013
- Mackenzie Foy und Taylor Lautner in Breaking Dawn – Biss zum Ende der Nacht, Teil 2

Außerdem nominiert:
- Adam Sandler und entweder Leighton Meester, Andy Samberg oder Susan Sarandon in Der Chaos-Dad
- Beide Darsteller aus Jersey Shore in Die Stooges – Drei Vollpfosten drehen ab
- Robert Pattinson und Kristen Stewart in Breaking Dawn – Biss zum Ende der Nacht, Teil 2
- Tyler Perry und seine Aufmachung in Frauenklamotten in Madea’s Witness Protection

### 2014
- Jaden Smith und Will Smith in After Earth

Außerdem nominiert:
- Die gesamte Besetzung von Kindsköpfe 2
- Die gesamte Besetzung von Movie 43
- Lindsay Lohan und Charlie Sheen in Scary Movie 5
- Tyler Perry und entweder Larry the Cable Guy oder das abgenutzte Kostüm in A Madea Christmas

### 2015
- Kirk Cameron und sein Ego in Saving Christmas

Außerdem nominiert:
- Alle Roboter, Schauspieler (oder roboterhaft agierende Schauspieler) in jeglicher Kombination in Transformers: Ära des Untergangs
- Cameron Diaz und Jason Segel in Sex Tape
- Kellan Lutz und seine diversen Muskelgruppen in The Legend of Hercules
- Seth MacFarlane und Charlize Theron in A Million Ways to Die in the West

### 2016
- Jamie Dornan und Dakota Johnson in Fifty Shades of Grey

Außerdem nominiert:
- Alle vier „Fantastics“ in Fantastic Four
- Johnny Depp und sein angeklebter Schnauzer in Mortdecai – Der Teilzeitgauner
- Kevin James und entweder sein Segway oder sein angeklebter Schnauzer in Der Kaufhaus Cop 2
- Adam Sandler und jedes seiner Paar Schuhe in Cobbler – Der Schuhmagier

### 2017
- Ben Affleck und sein ziemlich bester Feind Henry Cavill in Batman v Superman: Dawn of Justice

Außerdem nominiert:
- Jegliche Kombination aus zwei ägyptischen Göttern oder Menschen in Gods of Egypt
- Johnny Depp und sein ekelerregendes Outfit in Alice im Wunderland: Hinter den Spiegeln
- Die gesamte Besetzung von einst angesehenen Schauspielern in Verborgene Schönheit
- Tyler Perry und die immer gleiche, alte Perücke in Boo! A Madea Halloween
- Ben Stiller und sein ziemlich unlustiger Freund Owen Wilson in Zoolander 2

### 2018
- Irgendwelche zwei unausstehlichen Emojis in Emoji – Der Film

Außerdem nominiert:
- Jede Kombination von zwei Figuren, zwei Sexspielzeugen oder zwei Sexpositionen in Fifty Shades of Grey – Gefährliche Liebe
- Jede Kombination von zwei Menschen, zwei Robotern oder zwei Explosionen in Transformers: The Last Knight
- Johnny Depp und seine abgenutzte Betrunken-Methode in Pirates of the Caribbean: Salazars Rache
- Tyler Perry und entweder sein verlottertes Kleid oder die abgenutzte Perücke in Boo 2! A Madea Halloween

### 2019
- Donald Trump und seine immer währende Belanglosigkeit in Death of a Nation und Fahrenheit 11/9

Außerdem nominiert:
- Zwei beliebige Schauspieler oder Puppen in The Happytime Murders
- Johnny Depp und seine rasant schwindende Filmkarriere in Sherlock Gnomes
- Will Ferrell und John C. Reilly in Holmes & Watson
- Kelly Preston und John Travolta in Gotti

## Schlechteste Filmpaarung oder Besetzung seit 2020

### 2020
- zwei beliebige halb-katzenartige, halb-menschliche Haarknäuel in Cats

Außerdem nominiert:
- Jason Derulo und sein durch CGI entferntes Geschlechtsorgan in Cats
- Tyler Perry und Tyler Perry (oder Tyler Perry) in A Madea Family Funeral
- Sylvester Stallone und seine impotente Wut in Rambo: Last Blood
- John Travolta und jedes Drehbuch, das er annimmt

### 2021
- Marija Bakalowa und Rudy Giuliani in Borat Anschluss Moviefilm

Außerdem nominiert:
- Robert Downey Jr. und sein nicht überzeugender walisischer Akzent in Die fantastische Reise des Dr. Dolittle
- Harrison Ford und der vollkommen unecht aussehende CGI-Hund in Ruf der Wildnis
- Lauren Lapkus und David Spade in The Wrong Missy
- Adam Sandler und seine raue Einfaltspinsel-Stimme in Hubie Halloween

### 2022
- LeBron James und irgendein Warner-Cartoon-Charakter, mit dem er dribbelt in Space Jam: A New Legacy

Außerdem nominiert:
- irgendein Cast-Mitglied und irgendein Musical-Song in Diana: Das Musical
- Jared Leto und entweder sein Latex-Gesicht, seine Klamotten oder sein Akzent in House of Gucci
- Ben Platt und irgendein anderer Charakter, der so tut, als sei es normal, dass Platt die ganze Zeit singt, in Dear Evan Hansen
- Tom und Jerry in Tom & Jerry

### 2023
- Tom Hanks, sein latexbeladenes Gesicht und sein lächerlicher Akzent in Elvis

Außerdem nominiert:
- Machine Gun Kelly & Mod Sun in Good Mourning
- beide Figuren aus der trügerischen Schlafzimmerszene im Weißen Haus in Blond
- Andrew Dominik und sein Problem mit Frauen in Blond
- 365 Days – Dieser Tag & 365 Days – Noch ein Tag

### 2024
- Winnie Puuh und Ferkel als blutrünstige Slasher-Killer in Winnie the Pooh: Blood and Honey

Außerdem nominiert:
- zwei beliebige „gnadenlose Söldner“ in The Expendables 4
- zwei beliebige geldgierige Investoren, die zur Finanzierung der 400-Millionen-US-Dollar-teuren Remake-Rechte von Der Exorzist beigetragen haben
- Ana de Armas & Chris Evans (ohne Leinwandchemie) in Ghosted
- Salma Hayek & Channing Tatum in Magic Mike: The Last Dance

### 2025
- Joaquin Phoenix und Lady Gaga in Joker: Folie à Deux

Außerdem nominiert:
- zwei beliebige unerträgliche Charaktere in Borderlands
- zwei beliebige unlustige „Comedy-Schauspieler“ in Unfrosted
- die gesamte Besetzung von Megalopolis
- Dennis Quaid & Penelope Ann Miller in Reagan